# El Colós de Rodes (Dalí)
El colós de Rodes és una pintura a l'oli del 1954 de l'artista surrealista català Salvador Dalí. És una de les set peces creades per a la pel·lícula de 1956, Seven Wonders of the World, que representen cadascuna de les meravelles homònimes. La pintura mostra el colós de Rodes, l'antiga estàtua del déu-tità grec del sol, Helios. Finalment no es va utilitzar per a la pel·lícula, i el 1981 va ser donada al Kunstmuseum Bern, la seva ubicació actual.
Pintat dues dècades després de l'apogeu de Dalí amb el moviment surrealista, El Colós de Rodes és emblemàtic del seu pas de l'avantguarda al corrent principal. Després de pressions financeres imposades pel seu trasllat als Estats Units el 1940 i influït per la seva fascinació per Hollywood, Dalí es va desplaçar de la seva primera exploració del subconscient i de la percepció, i cap a temes històrics i científics.
La representació de Dalí sobre el Colós està fortament influenciada per un document de 1953 de Herbert Maryon, escultor i conservador del British Museum. Maryon va proposar un colós buit format per plaques de bronze bronzejat, situat al costat del port en lloc de muntar-lo a cavall. Va suggerir a més que utilitzava una cortina penjant per donar a l'estàtua una base estable de trípode. Tots aquests elements van ser incorporats per Dalí.

## Antecedents

### El colós

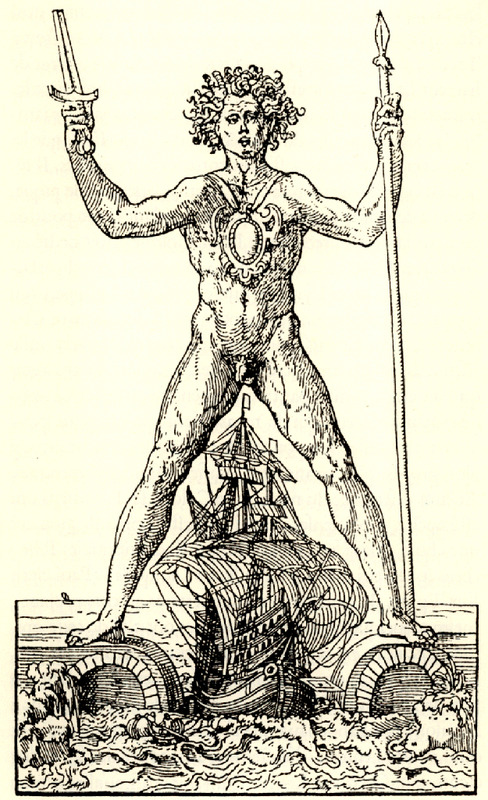
Gravat del per André Thevet imaginant el colós a la vora del port i un galió que passa per sota

El Colós de Rodes era una monumental estàtua del déu grec del sol, Hèlios, que estava al costat del port de Rodes durant més de mig segle al segle iii aC. D'acord amb l'historiador del segle I dC, Diodor de Sicília, va ser construït sota la direcció de Cares de Lindos per commemorar la victòria de la ciutat sobre Demetri Poliorcetes, que va assetjar Rodes del 305 al 304 aC; Helios, patró de la ciutat i de l'illa de Rodes, va ser triat com a homenatjat. L'estàtua es va mantenir fins al terratrèmol de 223 aC de Rodes, quan, segons Plini el Vell, tres segles més tard en el seu Naturalis Historia, va sorgir i va caure. En la seva Chronographia del segle IX dC, Teòfanes el Confessor va escriure que les seves ruïnes van romandre fins a 652-53, quan Muàwiyah I conquerí Rodes i el Colós va ser venut per ferralla. Començant amb les llistes formades per Diodor i altres escriptors, el Colós és reconegut com una de les set meravelles del món antic.
No hi ha representacions contemporànies existents del Colós; l'única evidència és textual, en gran part resumida i posterior a l'estàtua. La imaginació s'ha completat amb freqüència per a la documentació. Els intents científics per tornar a imaginar el Colós han persistit des del segle xviii. En una presentació publicada el 1953, Herbert Maryon suggereix que l'estàtua era buida, i es va apartar del port en lloc de muntar-la. Fet de plaques de bronze martillades menors d' 1⁄16-polzada (1.6 mm) de gruix, Maryon va dir que el Colós hauria estat recolzat a la seva base per un tercer punt de suport en forma de tapisseria penjada. Encara que la teoria de Maryon no es va publicar fins al 1956, dos anys després de la pintura de Dalí, els articles de premsa sobre la presentació de Maryon de 1953 van proliferar ràpidament i internacionalment, i la seva teoria va influir fortament en Dalí.

### Dalí i Hollywood
El Colós de Rodes va sorgir de la fascinació de Hollywood per part de Dalí. Va considerar la indústria com un mitjà surrealista i va descriure Walt Disney, Cecil B. DeMille i els Germans Marx com "els tres grans surrealistes nord-americans". En el seu assaig del Surrealisme de Hollywood, de 1937, va escriure que "res em sembla més adequat per ser devorat pel foc surrealista que les misterioses franges de cel·luloide al·lucinador, sovint tan inconscientment a Hollywood, i en les quals ja hem vist aparèixer, Impressionades, tantes imatges d'un autèntic deliri, casualitat i somni ”.
Per a la pel·lícula de Cinerama de 1956, Seven Wonders of the World, en una carta de viatge amb Lowell Thomas, Dalí va rebre l'encàrrec de crear 7 quadres de les meravelles. Diversos quadres es van completar el 1954: El Colós de Rodes, Les Piràmides,  La Estàtua de Zeus Olímpic, El Temple de Diana a Efes, Les Muralles de Babilònia, i dues versions de la mateixa meravella, El far d 'Alexandria i el Far d' Alexandria . El 1955 va produir una altra versió de The Walls of Babylon, i va pintar l'última meravella, The Mausoleum at Halicarnassus .  Els quadres no van ser finalment utilitzats per a la pel·lícula.

## Composició
La pintura mostra el colós de Rodes que es troba sobre una base de carreus sense treballar. La perspectiva es troba a sota de la base de l'estàtua, el que suggereix que l'espectador es troba en un vaixell que s'apropa a la ciutat i que posa l'accent en l'alçada i la mida extremes de l'estàtua. Un grapat de drapejades envolten la cintura d'Helios i penja del braç esquerre, caient per tocar el sòl darrere d'ell. L'estàtua sembla estar feta de bronze i té una construcció segmentada completament composta de nombroses plaques individuals. Hèlios aixeca la mà dreta per protegir els ulls del sol sobre el qual regna, donant el que l'historiador d'art Eric Shanes anomena "un toc vagament surrealista" a l'obra de Dalí. A la part inferior dreta, Dalí va signar i va datar l'obra "Salvador Dalí / 1954".